# Batman: Gates of Gotham
Batman: Gates of Gotham («Бэтмен: Врата Готэма») — комикс из пяти частей, издававшийся DC Comics, включающий в себя множество персонажей из франшизы про Бэтмена. Комикс создан сценаристами Скоттом Снайдером и Кайлом Хиггинсов, а также художником Тревором МакКарти. Первый номер был опубликован 18 мая 2011 года.

## История публикации
DC анонсировало данную серию за месяц до её выхода, показав некоторые наброски и концепт-арты.

## Сюжет
Сюжет вращается вокруг древней тайны, связанной с отцами-основателями Готэм-сити, которая проявится только в наши дни. По заявлению сценаристов, в комиксе будет раскрыта история города, его внешнего облика, история некоторых влиятельных семей, а также первого суперзлодея. Бэтмен собирает команду детективов для расследования преступления, произошедшего на стыке веков, куда войдут Красный Робин (Тим Дрейк), Бэтгёрл (Кассандра Кейн) и Робин (Дэмиен Уэйн).
Серия будет использоваться как отправная точка для нескольких громких сюжетов о Бэтмене, а также связана с другими сериями, такими как Возвращение Брюса Уэйна Гранта Моррисона, Ночь Сов Скотта Снайдера.

## Критика
IGN оценил первый выпуск комикса "Batman: Gates of Gotham" в 8.5 баллов из 10, назвав его увлекательным и продолжающим традиции Гранта Моррисона; также была отмечена работа колориста, создавшего холодную и тревожную атмосферу. Второй выпуск - в 9 баллов из 10. Четвёртый номер был оценен в 7 баллов из 10. Пятый номер был оценен в 8 баллов из 10.